# Flawed Design
Flawed Design es el segundo álbum de estudio de la superbanda canadiense Saint Asonia. Fue lanzado el 25 de octubre de 2019 a través de Spinefarm Records, es el primer álbum de la banda en cuatro años desde su lanzamiento de Saint Asonia (2015). También será su primer álbum con el bajista Cale Gontier y con el baterista Sal Giancarelli.
Flawed Design cuenta con la colaboración de cuatro artistas: Sharon den Adel, Sully Erna, Keith Wallen y Dustin Bates, lo que lo convierte en el primer álbum de estudio de Saint Asonia con músicos invitados.

## Lista de canciones
| N.º | Título                         | Duración |  |
| 1.  | «Blind»                        | 4:09     |  |
| 2.  | «Sirens» (con Sharon den Adel) | 3:49     |  |
| 3.  | «This August Day»              | 4:00     |  |
| 4.  | «The Hunted» (con Sully Erna)  | 3:43     |  |
| 5.  | «Ghost»                        | 4:32     |  |
| 6.  | «Beast»                        | 3:26     |  |
| 7.  | «The Fallen»                   | 3:59     |  |
| 8.  | «Another Fight»                | 3:47     |  |
| 9.  | «Flawed Design»                | 3:47     |  |
| 10. | «Justify»                      | 4:07     |  |
| 11. | «Martyrs»                      | 4:12     |  |

## Personal
Saint Asonia
- Adam Gontier - vocalista, guitarra rítmica (ex-Three Days Grace)
- Mike Mushok - guitarra líder, coros (Staind)
- Cale Gontier - bajo (Art of Dying)
- Sal Giancarelli - batería (Staind)